# Midori-ku (Saitama)
Midori-ku (緑区?) è uno dei 10 quartieri della città di Saitama, in Giappone.